# Eurotica distincta
Eurotica distincta är en insektsart som först beskrevs av Loginova 1960.  Eurotica distincta ingår i släktet Eurotica och familjen rundbladloppor. Inga underarter finns listade i Catalogue of Life.